# Saint-Amant-de-Boixe
Saint-Amant-de-Boixe är en kommun i departementet Charente i regionen Nouvelle-Aquitaine i västra Frankrike. Kommunen ligger  i kantonen Saint-Amant-de-Boixe som ligger i arrondissementet Angoulême. År 2022 hade Saint-Amant-de-Boixe 1 327 invånare.

## Befolkningsutveckling
Antalet invånare i kommunen Saint-Amant-de-Boixe
Referens:INSEE